# باستور مالدونادو
باستور رافائيل مالدونادو موتا (بالإسبانية: Pastor Rafael Maldonado Motta)‏ (من مواليد 10 مارس 1985 في ماراكاي) هو سائق سيارات سباق فورمولا واحد فنزويلي حاليا مع فريق وليامز. قبل مشاركته في الفورمولا واحد لأول مرة في موسم 2011 حقق لقب بطل سلسلة جي بي 2 لموسم 2010. أصبح أول فنزويلي يفوز بسباق الجائزة الكبرى في الفورمولا واحد عندما فاز بسباق جائزة إسبانيا الكبرى لعام 2012.
بدأ مالدونادو بتجربة سباقات الفورمولا في إيطاليا في عام 2003. وتنافس في بطولة فورمولا رينو الإيطالية، وجاء في المركز السابع في بطولة السائقين. في عام 2004 خاض مالدونادو في منافستي فورمولا رينو الإيطالية وفورمولا رينو الأوروبية ففاز بالبطولة الإيطالية بمجموع ثمانية انتصارات وستة مراكز ضمن منصات تتويج. وفي البطولة الأوروبية حقق المركز الثامن بمجموع فوزين. في نوفمبر 2004 سنحت الفرصة لمالدونادو لإجراء جولة اختبار في ميسانو مع فريق ميناردي للفورمولا واحد في إيطاليا.
ساهمت مشاركة مالدونادو في سلسلة فورمولا رينو 3.5 في عام 2006  بما يكفي لجذب اهتمام فرق سلسلة جي بي 2 فوقع عقدا لقيادة فريق ترايدنت رايسينغ في عام 2007 بعد تجربة ناجحة في أواخر عام 2006. أحرز فوزه الأول في السباق الرابع لمشاركته في السلسلة بفوزه في موناكو. ومع ذلك كان عليه أن يغيب عن الجولات الأربع النهائية من الموسم بعد اصابته بكسر في الترقوة خلال التدريب،  انتقل إلى فريق بيكيه لعام 2008، وفي سنته الثانية في هذه السلسلة حقق المركز الخامس في بطولة السائقين في نهاية الموسم. خلال موسم 2009 وقع عقدا لقيادة لفريق ايه ار تي لسباق الجائزة الكبرى. وكجزء من الصفقة انضم للفريق لمدة ثلاث جولات من الموسم 2008-09 في سلسلة جي بي 2 الآسيوية.